# Maximiliano Oliva
Maximiliano Fernando Oliva (sinh ngày 4 tháng 3 năm 1990 in Gobernador Crespo, Santa Fe), là một cầu thủ bóng đá người Argentina hiện tại thi đấu cho Liga 1 club Poli Timișoara, theo dạng cho mượn từ Dinamo București. Anh chơi ở vị trí left full back, but sometimes he plays as a left winger.
Oliva có màn ra mắt khi mới 17 tuổi trong thất bại trên sân nhà trước Colón ngày 24 tháng 11 năm 2007. Năm 2008, anh là một phần của đội hình giành chức vô địch Clausura, nhưng anh không thi đấu trận nào.
Vào tháng 1 năm 2009 Oliva được triệu tập vàoU-20 Argentina tham dự Giải vô địch bóng đá trẻ Nam Mỹ 2009 ở Venezuela.

## Danh hiệu

### Câu lạc bộ
Dinamo București
- Cúp Liên đoàn bóng đá România: 2016–17